# Aéroport de Baotou Donghe
L'aéroport de Baotou Donghe (code IATA : BAV • code OACI : ZBOW) est un aéroport desservant la ville de Baotou (Mongolie-Intérieure), en Chine. Il est construit en 1934 et ouvert en 1956. Il s'appelait l'aéroport de Baotou Erliban. Il a été rebaptisé en 2018.
Aéroport de classe 4D, il peut accueillir avec sa piste de 2 800 m des appareils tels que des Boeing 737-900 et des Boeing 767-300ER.

## Situation

### Carte des 50 premiers aéroports de Chine
| \| 500 km1:25 016 000 \| Baotou Canton Changchun Changsha Chengdu-CTU Chengdu-TFU Chongqing Dalian Fuzhou Guilin Guiyang Haikou Hailar Hangzhou Harbin Hefei Hohhot Jinan Jinghong Kunming Lanzhou Lhassa Lijiang Nanchang Nankin Nanning Ningbo Pékin · Capitale Pékin · Daxing Qingdao Quanzhou Sanya Shanghaï-Pudong Shanghaï-Hongqiao Shantou-Chaozhou-Jieyang Shenyang Shenzhen Shijiazhuang Taiyuan Tianjin Ürümqi Wenzhou Wuhan Suzhou Xiamen Xi'an Xining Yantai Yinchuan Zhengzhou Zhuhai-Jinwan |
| 500 km1:25 016 000 |

## Compagnies aériennes et destinations
| Compagnies                                           | Destinations                                                               |
| ---------------------------------------------------- | -------------------------------------------------------------------------- |
| Air China                                            | Pékin-Capitale                                                             |
| Beijing Capital Airlines                             | Pékin-Capitale, Sanya-Phénix, Zhengzhou                                    |
| China Eastern Airlines                               | Nankin, Xiamen-Gaoqi                                                       |
| China Express Airlines                               | Tianjin Binhai, Zhengzhou                                                  |
| China Southern Airlines                              | Shenyang, Ürümqi-Diwopu                                                    |
| China Southern Airlines opéré par Chongqing Airlines | Nankin                                                                     |
| China United Airlines                                | Pékin-Nanyuan, Ningbo                                                      |
| Hainan Airlines                                      | Pékin-Capitale, Haikou, Hangzhou-Xiaoshan, Nanchang-Changbei, Shijiazhuang |
| HK Express                                           | Charter : Hong Kong                                                        |
| Hunnu Air                                            | Oulan Bator-Buyant Ukhaa                                                   |
| Joy Air                                              | Bannière gauche d'Alxa-Bayanhot (en), Tianjin Binhai, Yulin (en)           |
| Juneyao Airlines                                     | Shanghai-Hongqiao, Shanghai-Pudong, Ulanqab Jining (en)                    |
| Nok Air                                              | Charter : Pattaya U-tapao                                                  |
| Shandong Airlines                                    | Taiyuan-Wusu, Xiamen-Gaoqi                                                 |
| Shanghai Airlines                                    | Shanghai-Pudong                                                            |
| Tianjin Airlines                                     | En saison : Irkoutsk                                                       |
| XiamenAir                                            | Changsha, Fuzhou-Chánglè                                                   |

Édité le 13/04/2018

## Accidents et incidents
- Le 21 novembre 2004, Le vol 5210 de China Eastern Airlines s'écrase peu de temps après son décollage de l'aéroport de Baotou. Les 53 personnes à bord sont mortes, ainsi que 2 personnes au sol.